# Mayorga (Costa Rica)
Mayorga è un distretto della Costa Rica facente parte del cantone di Liberia, nella provincia di Guanacaste.